# الجيش الوطني لتحرير أوغندا
الجيش الوطني لتحرير أوغندا كانت جماعة متمردة معارضة للحكومة الأوغندية. تم تشكيلها في عام 1988 في غرب أوغندا وانتقلت إلى شرق جمهورية الكونغو الديمقراطية، حيث اندمجت مع القوات الديمقراطية المتحالفة، وهي جماعة متمردة أوغندية أخرى.
تم إنشاءها بواسطة آمون بازيرا نائب وزير سابق في عهد أوبوتي. بعد التفاوض على الهدنة بين مجموعة روينزورورو الانفصالية في الحقبة الاستعمارية ونظام أوبوتي الثاني في عام 1982، حشد الدعم المالي من الحكومتين الكينية والكونغولية لتجديد المقاومة ضد الحكومة الجديدة في ظل حركة المقاومة الوطنية. قادت قوات الدفاع الشعبية الأوغندية الجيش الوطني لتحرير أوغندا إلى جمهورية الكونغو الديمقراطية، حيث تآكلت القوة حتى انضمت البقايا الأخيرة إلى الحركة الديمقراطية المتحالفة وجيش التحرير الإسلامي الأوغندي لتشكيل القوات الديمقراطية المتحالفة برعاية الحكومة السودانية.